# Kelsey Barlow
Kelsey Barlow (Salonicco, 14 febbraio 1991) è un cestista statunitense.
È il figlio di Ken, anche lui cestista.

## Palmarès
- Coppa di Grecia: 1

AEK Atene: 2017-18